# 完全無罪
『完全無罪』（かんぜんむざい）は、大門剛明の小説。2019年1月16日に講談社文庫より出版。
誘拐事件の被害者だった主人公が弁護士となり、その犯人の冤罪再審裁判に奮闘する姿を描いた作品。裁判の行方と事件の真相を巡り、互いの想いと正義が交錯するヒューマンミステリー。
2024年7月7日よりWOWOWプライム「連続ドラマW」枠にて放送された。主演は広瀬アリス。

## あらすじ
主人公の弁護士・松岡千紗。ある日、千紗は上司の真山健一に21年前の少女誘拐殺人事件「綾川事件」の再審裁判の担当者に任命される。しかし、千紗は同時期に発生した少女誘拐事件の被害者の1人でもあった。
千紗は10年ぶりに香川県へ。そこで地元の法律事務所の同僚・熊弘樹と共に、当時の事件を再調査していく。全て同一犯である可能性が高く、千紗は容疑者・平山聡史と対峙することに。無罪を主張する平山に対し、弁護士の倫理観と、自らの過去との間で葛藤する。
綾川事件の担当だった元県警刑事で、現在は遺族のサポートセンターに勤務する有森義男も平山が真犯人であると確信していて、無罪を主張する平山に対し疑念を抱く。そして、元同僚の今井琢也と共に、千紗と法廷で対峙することに。

## 登場人物
松岡千紗（まつおか ちさ）
主人公。弁護士。

平山聡史（ひらやま さとし）
21年前の誘拐事件「綾川事件」の容疑者。

有森義男（ありもり よしお）
元香川県警刑事。21年前の誘拐事件「綾川事件」の担当者。

今井琢也（いまい たくや）
元香川県警刑事。平山の同僚。

真山健一（まやま けんいち）
法律事務所のシニアパートナー。千紗の上司。

熊弘樹（くま ひろき）
弁護士。香川県の法律事務所に勤務。

池村敏恵（いけむら としえ）
被害者遺族。

## 書誌情報
- 大門剛明『完全無罪』講談社文庫、2019年1月16日発売[1]、ISBN 978-4065-13961-5

## テレビドラマ
2024年7月7日から8月4日までWOWOWプライム・WOWOWオンデマンドの『連続ドラマW』にて放送・配信された。主演は広瀬アリス。

### キャスト

#### 主要人物
松岡千紗（まつおか ちさ）
演 - 広瀬アリス（幼少期：磯村アメリ）
主人公。フェアトン法律事務所の弁護士。
平山聡史（ひらやま さとし）
演 - 北村有起哉
21年前の少女誘拐事件「綾川事件」の容疑者。
有森義男（ありもり よしお）
演 - 奥田瑛二
元香川県警刑事。21年前の誘拐事件「綾川事件」の担当者。今は被害者サポートセンターで働く。

#### 周辺人物
熊弘樹（くま ひろき）
演 - 風間俊介
香川県の香川第二法律事務所に勤務する弁護士。
今井琢也（いまい たくや）
演 - 音尾琢真
元香川県警刑事。有森の部下として「綾川事件」を担当していた。
松岡茂（まつおか しげる）
演 - おかやまはじめ
千紗の父。
松岡ゆう子（まつおか ゆうこ）
演 - 池谷のぶえ
千紗の母。
田村彪牙（たむら ひゅうが）
演 - 夏生大湖
千紗が弁護を担当する被告人。21歳。交際相手の2歳の連れ子を突き落としたとして殺人罪で起訴された。
中垣内（なかがいち）
演 - 菅原大吉
地方局の記者。
瀬戸口規夫（せとぐち のりお）
演 - 堀部圭亮
千紗が勤務する法律事務所の弁護士。
池村明穂（いけむら あきほ）
演 - 馬込瑚子
21年前の少女誘拐殺人事件「綾川事件」の被害者。当時7歳。
池村敏恵（いけむら としえ）
演 - 財前直見
少女誘拐事件の被害者・池村明穂の母。現在は被害者サポートセンターに勤務。
真山健一（まやま けんいち）
演 - 鶴見辰吾
弁護士。千紗が勤務する法律事務所のトップ。
高木悠花
演 - 有田麗未
「綾川事件」で誘拐されたとされる女の子。現在行方不明。
川田清
演 - 五頭岳夫
高木悠花失踪事件での、不審人物の目撃者。

#### その他
事務員
演 - 吉本菜穂子（第1話 - 第4話）
香川第二法律事務所
記者
演 - 岡部尚（第1話）

鑑定士
演 - 戸田昌宏（第2話）
池村明穂の遺体に付着した毛髪のDNA鑑定を行った。
裁判官
演 - 加地葉子（第2話）

バーテン
演 - 荒巻全紀（第3話）

上野
演 - 小林千里（第3話・第4話）
川田清のヘルパー。
支援者
演 - 原金太郎（第3話）
平山聡史の支援者。
コメンテイター
演 - 尾木直樹（第3話）

ノザキカオル
演 - 三枝奈都紀（第3話・最終話）
平山聡史の無罪出所パーティで騒ぐ女性。
両親
演 - 河屋秀俊（第4話・最終話）、山下容莉枝（第4話・最終話）
高木悠花の両親。
山口
演 - 山崎潤（第4話・最終話）
香川県警察 捜査一課強行犯係。
所長
演 - 鈴木晋介（第4話）
被害者サポートセンターの所長。
刑事
演 - 長岩健人（第4話・最終話）、伊達諒（第4話・最終話）
香川県警。山口の部下。
警察官
演 - 西原やすあき（最終話）

### スタッフ
- 原作 - 大門剛明『完全無罪』（講談社文庫）
- 脚本・監督 - 大森立嗣
- 音楽 - 江﨑文武
- プロデューサー - 植田春菜、神山明子
- 製作 - WOWOW、メディアプルポ

### 放送日程
| 各話   | 放送日  | サブタイトル     |
| ------ | ------- | ---------------- |
| 第一話 | 7月07日 | 悪い夢           |
| 第二話 | 7月14日 | 針穴と駱駝       |
| 第三話 | 7月21日 | 正義という名の罪 |
| 第四話 | 7月28日 | 怪物の家         |
| 最終話 | 8月04日 | 完全無罪         |

| WOWOWプライム 連続ドラマW 日曜オリジナルドラマ          | WOWOWプライム 連続ドラマW 日曜オリジナルドラマ | WOWOWプライム 連続ドラマW 日曜オリジナルドラマ               |
| 前番組                                                  | 番組名                                         | 次番組                                                       |
| ------------------------------------------------------- | ---------------------------------------------- | ------------------------------------------------------------ |
| 東野圭吾「ゲームの名は誘拐」 （2024年6月9日 - 6月30日） | 完全無罪 （2024年7月7日 - 8月4日）             | 密告はうたう2 警視庁監察ファイル （2024年8月11日 - 9月29日） |